# Mr. Olympia

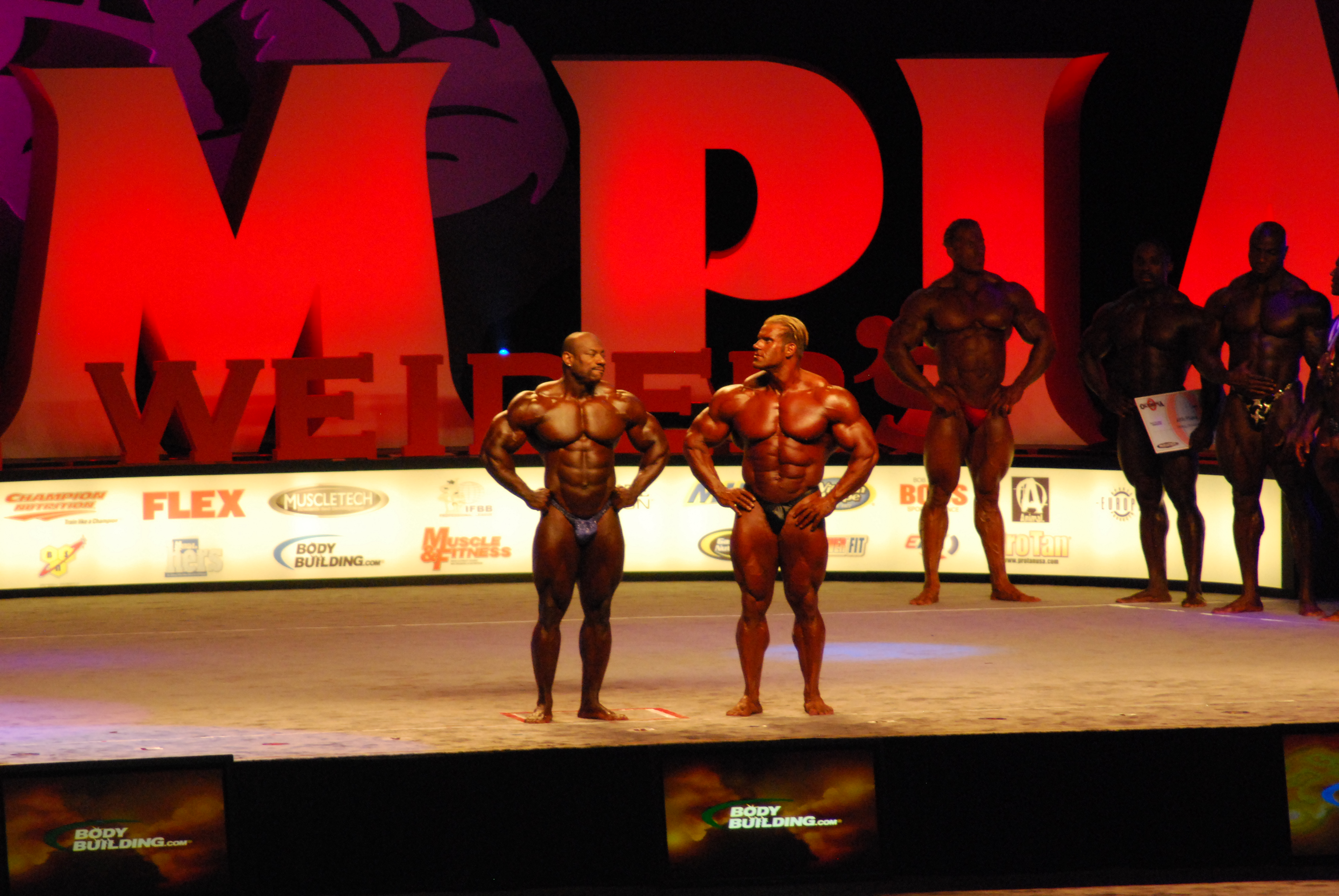
Sieger Dexter Jackson und der Zweitplatzierte Jay Cutler beim Mr. Olympia 2008

Der Mr. Olympia ist ein internationaler Bodybuilding-Wettkampf, der jährlich während des Olympia Fitness & Performance Weekend von der International Federation of Bodybuilding & Fitness (IFBB) veranstaltet wird. Der Sieg gilt als die höchste Auszeichnung im professionellen Bodybuilding. Joe Weider rief den Wettkampf 1965 ins Leben, um einen Anreiz für die Profis zu bieten, dem Sport treu zu bleiben.
Beim Mr. Olympia gab es im Gegensatz zu vielen anderen Wettkämpfen bis 1974 keine Gewichtsklassen. Von 1974 bis 1979 wurde das Teilnehmerfeld zunächst in zwei Gewichtsklassen unterteilt und danach ein Mr. Olympia ermittelt. Im Jahr 2008 wurde der „202/212 Olympia“ eingeführt, der Bodybuilder mit einem Gewicht bis 202 lbs (91,62 kg) vorbehalten ist. Das Gewichtslimit wurde 2012 auf 212 lbs (96,16 kg) angehoben, um den Athleten zu erlauben, für den Wettkampf mehr Masse zuzulegen.
Parallel zum Mr. Olympia und dem „212 Olympia“ gibt es einen Ms. Olympia für Bodybuilderinnen – darüber hinaus wurden auch Wettkämpfe für die Fitness-, Figuren- und Bikini-Klasse eingeführt.
Die neuste Disziplin stellt der „Physique“ dar. Diese Klasse existiert seit 2013, umfasst ein männliches sowie ein weibliches Teilnehmerfeld und zielt laut Regularien auf Athletik, Ästhetik, Form, Symmetrie, Styling und Ausstrahlung des Athleten ab. Die Juroren werden im Regelwerk ausdrücklich darauf hingewiesen, extreme Muskelmasse negativ zu bewerten.

## Qualifikation
Um am Mr. Olympia teilnehmen zu dürfen, müssen die Teilnehmer eines der folgenden Kriterien erfüllen:
- unter den Top 5 beim Mr. Olympia des Vorjahres
- Sieg bei einem Profiwettkampf in der Qualifikationsperiode

Darüber hinaus kann der Veranstalter eine sogenannte Wildcard an einen Athleten vergeben.

## Preisgelder
Seit dem ersten Mr. Olympia sind die Preisgelder kontinuierlich gestiegen. Beispielsweise berichtet Arnold Schwarzenegger, dass er für seinen ersten Titel (1970) noch $ 1.000 erhalten habe.
Momentan sehen die Preisgelder wie folgt aus:
| Stand 2024 | Mr Olympia | Classic Physique | 212     | Men’s Physique | Ms Olympia | Figure Olympia | Womens Physique | Fitness Olympia | Wellness Olympia | Bikini Olympia |
| ---------- | ---------- | ---------------- | ------- | -------------- | ---------- | -------------- | --------------- | --------------- | ---------------- | -------------- |
| 1. Platz   | $600,000   | $50,000          | $50,000 | $50,000        | $50,000    | $50,000        | $50,000         | $50,000         | $50,000          | $50,000        |
| 2. Platz   | $250,000   | $20,000          | $20,000 | $20,000        | $20,000    | $20,000        | $20,000         | $20,000         | $20,000          | $20,000        |
| 3. Platz   | $100,000   | $12,000          | $12,000 | $12,000        | $12,000    | $12,000        | $12,000         | $12,000         | $12,000          | $12,000        |
| 4. Platz   | $40,000    | $7,000           | $7,000  | $7,000         | $7,000     | $7,000         | $7,000          | $7,000          | $7,000           | $7,000         |
| 5. Platz   | $35,000    | $6,000           | $6,000  | $6,000         | $6,000     | $6,000         | $6,000          | $6,000          | $6,000           | $6,000         |

## Mr. Olympia
| Jahr | Klasse    | Sieger                | Zweiter               | Dritter                  | Vierter – Sechster                                       | Teilnehmer | Veranstaltungsort |
| ---- | --------- | --------------------- | --------------------- | ------------------------ | -------------------------------------------------------- | ---------- | ----------------- |
| 1965 | 1965      | Larry Scott           | Harold Poole          | Earl Maynard             |                                                          | 3          | New York City,    |
| 1966 | 1966      | Larry Scott           | Harold Poole          | Chuck Sipes Sergio Oliva |                                                          | 4          | New York City,    |
| 1967 | 1967      | Sergio Oliva          | Chuck Sipes           | Harold Poole             | 4. Dave Draper                                           | 4          | New York City,    |
| 1968 | 1968      | Sergio Oliva          |                       |                          |                                                          | 1          | New York City,    |
| 1969 | 1969      | Sergio Oliva          | Arnold Schwarzenegger |                          |                                                          | 2          | New York City,    |
| 1970 | 1970      | Arnold Schwarzenegger | Sergio Oliva          | Reg Lewis                |                                                          | 3          | New York City,    |
| 1971 | 1971      | Arnold Schwarzenegger |                       |                          |                                                          | 1          | Paris,            |
| 1972 | 1972      | Arnold Schwarzenegger | Sergio Oliva          | Serge Nubret             | 4. Frank Zane 5. Franco Columbu                          | 5          | Essen,            |
| 1973 | 1973      | Arnold Schwarzenegger | Franco Columbu        | Serge Nubret             |                                                          | 3          | New York City,    |
| 1974 |           | Arnold Schwarzenegger | Lou Ferrigno          |                          |                                                          | 5          | New York City,    |
| 1974 | > 200 lbs | Arnold Schwarzenegger | Lou Ferrigno          | Serge Nubret             |                                                          | 3          | New York City,    |
| 1974 | < 200 lbs | Franco Columbu        | Frank Zane            |                          |                                                          | 2          | New York City,    |
| 1975 |           | Arnold Schwarzenegger | Serge Nubret          | Lou Ferrigno             |                                                          | 7          | Pretoria,         |
| 1975 | > 200 lbs | Arnold Schwarzenegger | Serge Nubret          | Lou Ferrigno             |                                                          | 3          | Pretoria,         |
| 1975 | < 200 lbs | Franco Columbu        | Ed Corney             | Albert Beckles           | 4. Frank Zane                                            | 4          | Pretoria,         |
| 1976 |           | Franco Columbu        |                       |                          |                                                          | 7          | Columbus,         |
| 1976 | > 200 lbs | Ken Waller            | Mike Katz             |                          |                                                          | 2          | Columbus,         |
| 1976 | < 200 lbs | Franco Columbu        | Frank Zane            | Ed Corney                | 4. Bill Grant 5. Boyer Coe                               | 5          | Columbus,         |
| 1977 |           | Frank Zane            | Robby Robinson        | Ed Corney                | 4. Boyer Coe 5. Ken Waller 6. Dennis Tinerino            | 8          | Columbus,         |
| 1977 | > 200 lbs | Robby Robinson        | Ken Waller            | Dennis Tinerino          | 4. Roger Walker                                          | 4          | Columbus,         |
| 1977 | < 200 lbs | Frank Zane            | Ed Corney             | Boyer Coe                | 4. Albert Beckles 5. Bill Grant                          | 5          | Columbus,         |
| 1978 |           | Frank Zane            | Robby Robinson        | Roy Callender            | 4. Boyer Coe 5. Kalman Szkalak 6. Danny Padilla          | 9          | Columbus,         |
| 1978 | > 200 lbs | Robby Robinson        | Roy Callender         | Kalman Szkalak           | 4. Dennis Tinerino 5. Roger Walker                       | 5          | Columbus,         |
| 1978 | < 200 lbs | Frank Zane            | Boyer Coe             | Danny Padilla            | 4. Ed Corney 5. Tony Emmott 6. Mohamed Makkawy           | 8          | Columbus,         |
| 1979 |           | Frank Zane            |                       |                          |                                                          | 15         | Columbus,         |
| 1979 | > 200 lbs | Mike Mentzer          | Dennis Tinerino       | Roger Walker             | 4. Roy Callender 5. Bob Birdsong                         | 5          | Columbus,         |
| 1979 | < 200 lbs | Frank Zane            | Boyer Coe             | Robby Robinson           | 4. Chris Dickerson 5. Danny Padilla 6. Carlos Rodríguez  | 10         | Columbus,         |
| 1980 | 1980      | Arnold Schwarzenegger | Chris Dickerson       | Frank Zane               | 4. Boyer Coe 4. Mike Mentzer 6. Roger Walker             | 16         | Sydney,           |
| 1981 | 1981      | Franco Columbu        | Chris Dickerson       | Tom Platz                | 4. Roy Callender 5. Danny Padilla 6. Jusup Wilkosz       | 17         | Columbus,         |
| 1982 | 1982      | Chris Dickerson       | Frank Zane            | Casey Viator             | 4. Samir Bannout 5. Albert Beckles 6. Tom Platz          | 16         | London,           |
| 1983 | 1983      | Samir Bannout         | Mohamed El Makkawy    | Lee Haney                | 4. Frank Zane 5. Bertil Fox 6. Jusup Wilkosz             | 15         | München,          |
| 1984 | 1984      | Lee Haney             | Mohamed El Makkawy    | Jusup Wilkosz            | 4. Albert Beckles 5. Roy Callender 6. Samir Bannout      | 20         | New York City,    |
| 1985 | 1985      | Lee Haney             | Albert Beckles        | Rich Gaspari             | 4. Mohamed El Makkawy 5. Mike Christian 6. Berry DeMey   | 24         | Brüssel,          |
| 1986 | 1986      | Lee Haney             | Rich Gaspari          | Mike Christian           | 4. Albert Beckles 5. Berry DeMey 6. Peter Hensel         | 15         | Columbus,         |
| 1987 | 1987      | Lee Haney             | Rich Gaspari          | Lee Labrada              | 4. Mike Christian 5. Robby Robinson 6. Berry DeMey       | 18         | Göteborg,         |
| 1988 | 1988      | Lee Haney             | Rich Gaspari          | Berry DeMey              | 4. Lee Labrada 5. Gary Strydom 6. Mike Quinn             | 20         | Los Angeles,      |
| 1989 | 1989      | Lee Haney             | Lee Labrada           | Vince Taylor             | 4. Rich Gaspari 5. Mohammed Benaziza 6. Mike Christian   | 21         | Rimini,           |
| 1990 | 1990      | Lee Haney             | Lee Labrada           | Shawn Ray                | 4. Mike Christian 5. Rich Gaspari 6. Francis Benfatto    | 14         | Chicago,          |
| 1991 | 1991      | Lee Haney             | Dorian Yates          | Vince Taylor             | 4. Lee Labrada 5. Shawn Ray 6. Sonny Schmidt             | 26         | Orlando,          |
| 1992 | 1992      | Dorian Yates          | Kevin Levrone         | Lee Labrada              | 4. Shawn Ray 5. Mohammed Benaziza 6. Vince Taylor        | 22         | Helsinki,         |
| 1993 | 1993      | Dorian Yates          | Flex Wheeler          | Shawn Ray                | 4. Lee Labrada 5. Kevin Levrone 6. Paul Dillett          | 22         | Atlanta,          |
| 1994 | 1994      | Dorian Yates          | Shawn Ray             | Kevin Levrone            | 4. Paul Dillett 5. Porter Cottrell 6. Chris Cormier      | 23         | Atlanta,          |
| 1995 | 1995      | Dorian Yates          | Kevin Levrone         | Nasser El Sonbaty        | 4. Shawn Ray 5. Vince Taylor 6. Chris Cormier            | 16         | Atlanta,          |
| 1996 | 1996      | Dorian Yates          | Shawn Ray             | Kevin Levrone            | 4. Flex Wheeler 5. Paul Dillett 6. Ronnie Coleman        | 13         | Chicago,          |
| 1997 | 1997      | Dorian Yates          | Nasser El Sonbaty     | Shawn Ray                | 4. Kevin Levrone 5. Paul Dillett 6. Lee Priest           | 13         | Long Beach,       |
| 1998 | 1998      | Ronnie Coleman        | Flex Wheeler          | Nasser El Sonbaty        | 4. Kevin Levrone 5. Shawn Ray 6. Chris Cormier           | 17         | New York City,    |
| 1999 | 1999      | Ronnie Coleman        | Flex Wheeler          | Chris Cormier            | 4. Kevin Levrone 5. Shawn Ray 6. Nasser El Sonbaty       | 15         | Las Vegas,        |
| 2000 | 2000      | Ronnie Coleman        | Kevin Levrone         | Flex Wheeler             | 4. Shawn Ray 5. Nasser El Sonbaty 6. Lee Priest          | 13         | Las Vegas,        |
| 2001 | 2001      | Ronnie Coleman        | Jay Cutler            | Kevin Levrone            | 4. Shawn Ray 5. Chris Cormier 6. Orville Burke           | 21         | Las Vegas,        |
| 2002 | 2002      | Ronnie Coleman        | Kevin Levrone         | Chris Cormier            | 4. Dexter Jackson 5. Günter Schlierkamp 6. Lee Priest    | 25         | Las Vegas,        |
| 2003 | 2003      | Ronnie Coleman        | Jay Cutler            | Dexter Jackson           | 4. Dennis James 5. Günter Schlierkamp 6. Kevin Levrone   | 16         | Las Vegas,        |
| 2004 | 2004      | Ronnie Coleman        | Jay Cutler            | Gustavo Badell           | 4. Dexter Jackson 5. Markus Rühl 6. Günter Schlierkamp   | 19         | Las Vegas,        |
| 2005 | 2005      | Ronnie Coleman        | Jay Cutler            | Gustavo Badell           | 4. Günter Schlierkamp 5. Victor Martinez 6. Dennis James | 21         | Las Vegas,        |
| 2006 | 2006      | Jay Cutler            | Ronnie Coleman        | Victor Martinez          | 4. Dexter Jackson 5. Melvin Anthony 6. Gustavo Badell    | 22         | Las Vegas,        |
| 2007 | 2007      | Jay Cutler            | Victor Martinez       | Dexter Jackson           | 4. Ronnie Coleman 5. Dennis Wolf 6. Melvin Anthony       | 24         | Las Vegas,        |
| 2008 | 2008      | Dexter Jackson        | Jay Cutler            | Phil Heath               | 4. Dennis Wolf 5. Toney Freeman 6. Melvin Anthony        | 24         | Las Vegas,        |
| 2009 | 2009      | Jay Cutler            | Branch Warren         | Dexter Jackson           | 4. Kai Greene 5. Phil Heath 6. Victor Martinez           | 24         | Las Vegas,        |
| 2010 | 2010      | Jay Cutler            | Phil Heath            | Branch Warren            | 4. Dexter Jackson 5. Dennis Wolf 6. Ronny Rockel         | 24         | Las Vegas,        |
| 2011 | 2011      | Phil Heath            | Jay Cutler            | Kai Greene               | 4. Victor Martinez 5. Dennis Wolf 6. Dexter Jackson      | 24         | Las Vegas,        |
| 2012 | 2012      | Phil Heath            | Kai Greene            | Shawn Rhoden             | 4. Dexter Jackson 5. Branch Warren 6. Dennis Wolf        | 19         | Las Vegas,        |
| 2013 | 2013      | Phil Heath            | Kai Greene            | Dennis Wolf              | 4. Shawn Rhoden 5. Dexter Jackson 6. Jay Cutler          | 20         | Las Vegas,        |
| 2014 | 2014      | Phil Heath            | Kai Greene            | Shawn Rhoden             | 4. Dennis Wolf 5. Dexter Jackson 6. Branch Warren        | 20         | Las Vegas,        |
| 2015 | 2015      | Phil Heath            | Dexter Jackson        | Shawn Rhoden             | 4. Dennis Wolf 5. Mamdouh Elssbiay 6. Branch Warren      | 24         | Las Vegas,        |
| 2016 | 2016      | Phil Heath            | Shawn Rhoden          | Dexter Jackson           | 4. Mamdouh Elssbiay 5. William Bonac 6. Roelly Winklaar  | 16         | Las Vegas,        |
| 2017 | 2017      | Phil Heath            | Mamdouh Elssbiay      | William Bonac            | 4. Dexter Jackson 5. Shawn Rhoden 6. Roelly Winklaar     | 20         | Las Vegas,        |
| 2018 | 2018      | Shawn Rhoden          | Phil Heath            | Roelly Winklaar          | 4. William Bonac 5. Brandon Curry 6. Mamdouh Elssbiay    | 19         | Las Vegas,        |
| 2019 | 2019      | Brandon Curry         | William Bonac         | Hadi Choopan             | 4. Dexter Jackson 5. Roelly Winklaar 6. Steve Kuclo      | 16         | Las Vegas,        |
| 2020 | 2020      | Mamdouh Elssbiay      | Brandon Curry         | Phil Heath               | 4. Hadi Choopan 5. William Bonac 6. Akim Williams        | 16         | Orlando,          |
| 2021 | 2021      | Mamdouh Elssbiay      | Brandon Curry         | Hadi Choopan             | 4. Hunter Labrada 5. Nicholas Walker 6. William Bonac    | 16         | Orlando,          |
| 2022 | 2022      | Hadi Choopan          | Derek Lunsford        | Nicholas Walker          | 4. Brandon Curry 5. Mamdouh Elssbiay 6. Samson Dauda     | 30         | Las Vegas,        |
| 2023 | 2023      | Derek Lunsford        | Hadi Choopan          | Samson Dauda             | 4. Brandon Curry 5. Andrew Jacked 6. Hunter Labrada      | 17         | Orlando,          |
| 2024 | 2024      | Samson Dauda          | Hadi Choopan          | Derek Lunsford           | 4. Martin Fitzwater 5. Andrew Jacked 6. Hunter Labrada   | 15         | Las Vegas,        |

### Anzahl der Gesamtsiege
| Siege | Name                  | Jahr                 |
| ----- | --------------------- | -------------------- |
| 8     | Lee Haney             | 1984–1991            |
| 8     | Ronnie Coleman        | 1998–2005            |
| 7     | Arnold Schwarzenegger | 1970–1975, 1980      |
| 7     | Phil Heath            | 2011–2017            |
| 6     | Dorian Yates          | 1992–1997            |
| 4     | Jay Cutler            | 2006–2007, 2009–2010 |
| 3     | Sergio Oliva          | 1967–1969            |
| 3     | Frank Zane            | 1977–1979            |
| 2     | Larry Scott           | 1965–1966            |
| 2     | Franco Columbu        | 1976, 1981           |
| 2     | Mamdouh Elssbiay      | 2020–2021            |
| 1     | Chris Dickerson       | 1982                 |
| 1     | Samir Bannout         | 1983                 |
| 1     | Dexter Jackson        | 2008                 |
| 1     | Shawn Rhoden          | 2018                 |
| 1     | Brandon Curry         | 2019                 |
| 1     | Hadi Choopan          | 2022                 |
| 1     | Derek Lunsford        | 2023                 |
| 1     | Samson Dauda          | 2024                 |

## 202/212 Olympia (seit 2008)
| Jahr | Gewichtsklasse | Erster         | Zweiter                 | Dritter                 | Vierter – Sechster                                                 | Teilnehmer |
| ---- | -------------- | -------------- | ----------------------- | ----------------------- | ------------------------------------------------------------------ | ---------- |
| 2008 | < 202 lbs      | David Henry    | Kevin English           | Flex Lewis              | 4. Jason Arntz 5. George Farah 6. Rashid Shabazz                   | 14         |
| 2009 | < 202 lbs      | Kevin English  | David Henry             | Eduardo Correa da Silva | 4. Mark Dugdale 5. Flex Lewis 6. Jose Raymond                      | 15         |
| 2010 | < 202 lbs      | Kevin English  | David Henry             | Eduardo Correa da Silva | 4. Jose Raymond 5. Jason Arntz 6. Jaroslav Horvath                 | 15         |
| 2011 | < 202 lbs      | Kevin English  | Flex Lewis              | Jose Raymond            | 4. Jaroslav Horvath 5. Shaun Joseph Tavernier 6. Jason Arntz       | 19         |
| 2012 | < 212 lbs      | Flex Lewis     | David Henry             | Eduardo Correa da Silva | 4. Jose Raymond 5. Al Auguste 6. Tricky Jackson                    | 16         |
| 2013 | < 212 lbs      | Flex Lewis     | David Henry             | Kevin English           | 4. Jose Raymond 5. Eduardo Correa da Silva 6. Sami Alhaddad        | 12         |
| 2014 | < 212 lbs      | Flex Lewis     | Eduardo Correa da Silva | Jose Raymond            | 4. Hidetada Yamagishi 5. Baito Abbaspour 6. Aaron Clark            | 15         |
| 2015 | < 212 lbs      | Flex Lewis     | Jose Raymond            | Hidetada Yamagishi      | 4. David Henry 5. Eduardo Correa da Silva 6. Guy Cisternino        | 15         |
| 2016 | < 212 lbs      | Flex Lewis     | Ahmad Ashkanani         | Jose Raymond            | 4. Eduardo Correa da Silva 5. David Henry 6. Hidetada Yamagishi    | 15         |
| 2017 | < 212 lbs      | Flex Lewis     | Ahmad Ashkanani         | Jose Raymond            | 4. David Henry 5. Derek Lunsford 6. Milan Sadek                    | 15         |
| 2018 | < 212 lbs      | Flex Lewis     | Derek Lunsford          | Kamal Elgargni          | 4. Ahmad Ashkanani 5. Jose Raymond 6. David Henry                  | 15         |
| 2019 | < 212 lbs      | Kamal Elgargni | Derek Lunsford          | Shaun Clarida           | 4. John Jewett 5. Ahmad Ashkanani 6. Sami Alhaddad                 | 17         |
| 2020 | < 212 lbs      | Shaun Clarida  | Kamal Elgargni          | George Peterson         | 4. Derek Lunsford 5. Ahmad Ashkanani 6. Oleh Kryvyi                | 17         |
| 2021 | < 212 lbs      | Derek Lunsford | Shaun Clarida           | Kamal Elgargni          | 4. Angel Calderon Frias 5. Nathan Epler 6. Ahmad Ashkanani         | 19         |
| 2022 | < 212 lbs      | Shaun Clarida  | Angel Calderon Frias    | Kamal Elgargni          | 4. Ahmad Ashkanani 5. Oleh Kryvyi 6. Keone Pearson                 | 28         |
| 2023 | < 212 lbs      | Keone Pearson  | Shaun Clarida           | Angel Calderon Frias    | 4. Kerrith Bajjo 5. Ahmad Ashkanani 6. Oleh Kryvyi                 | 16         |
| 2024 | < 212 lbs      | Keone Pearson  | Shaun Clarida           | Angel Calderon Frias    | 4. Kerrith Bajjo 5. Vitor Oliviera 6. Giuseppe Christian Zagarella | 18         |

### Anzahl der Siege
| Siege | Name           | Jahr       |
| ----- | -------------- | ---------- |
| 7     | Flex Lewis     | 2012–2018  |
| 3     | Kevin English  | 2009–2011  |
| 2     | Shaun Clarida  | 2020, 2022 |
| 2     | Keone Pearson  | 2023, 2024 |
| 1     | David Henry    | 2008       |
| 1     | Kamal Elgarni  | 2019       |
| 1     | Derek Lunsford | 2021       |

## Classic Physique Olympia (seit 2016)
| Jahr | Sieger         | Zweiter             | Dritter         | Vierter – Sechster                                          | Teilnehmer |
| ---- | -------------- | ------------------- | --------------- | ----------------------------------------------------------- | ---------- |
| 2016 | Danny Hester   | Arash Rahbar        | Sadik Hadzovic  | 4. Breon Ansley 5. Darrem Charles 6. Robert Timms           | 17         |
| 2017 | Breon Ansley   | Chris Bumstead      | George Peterson | 4. Arash Rahbar 5. Danny Hester 6. Terrence Ruffin          | 21         |
| 2018 | Breon Ansley   | Chris Bumstead      | George Peterson | 4. Henri-Pierre Ano 5. Arash Rahbar 6. Dani Younan          | 26         |
| 2019 | Chris Bumstead | Breon Ansley        | George Peterson | 4. Keone Pearson 5. Chen Kang 6. Alex Cambronero            | 35         |
| 2020 | Chris Bumstead | Terrence Ruffin     | Breon Ansley    | 4. Alex Cambronero 5. Bryan Jones 6. Dani Younan            | 26         |
| 2021 | Chris Bumstead | Terrence Ruffin     | Breon Ansley    | 4. Urs Kalecinski 5. Ramon Rocha Querioz 6. Alex Cambronero | 27         |
| 2022 | Chris Bumstead | Ramon Rocha Querioz | Urs Kalecinski  | 4. Breon Ansley 5. Mike Sommerfeld 6. Terrence Ruffin       | 59         |
| 2023 | Chris Bumstead | Ramon Rocha Querioz | Urs Kalecinski  | 4. Breon Ansley 5. Terrence Ruffin 6. Michael Daboul        | 35         |
| 2024 | Chris Bumstead | Mike Sommerfeld     | Urs Kalecinski  | 4. Ramon Rocha Querioz 5. Breon Ansley 6. Jose Manuel Munoz | 58         |

### Anzahl der Siege
| Siege | Name           | Jahr      |
| ----- | -------------- | --------- |
| 6     | Chris Bumstead | 2019–2024 |
| 2     | Breon Ansley   | 2017–2018 |
| 1     | Danny Hester   | 2016      |

## Men’s Physique Olympia (seit 2013)
| Jahr | Sieger               | Zweiter             | Dritter             | Vierter – Sechster                                         | Teilnehmer |
| ---- | -------------------- | ------------------- | ------------------- | ---------------------------------------------------------- | ---------- |
| 2013 | Mark Anthony Wingson | Jeremy Buendia      | Matthew Acton       | 4. Sadik Hadzovic 5. Jason Poston 6. Tyler Anderson        | 16         |
| 2014 | Jeremy Buendia       | Sadik Hadzovic      | Jason Poston        | 4. Matthew Acton 5. Steve Cook 6. Mark Anthony Wingson     | 18         |
| 2015 | Jeremy Buendia       | Sadik Hadzovic      | Jason Poston        | 4. Ryan Terry 5. Brandon Hendrickson 6. Dean Balabis       | 34         |
| 2016 | Jeremy Buendia       | Ryan Terry          | Jeremy Potvin       | 4. Brandon Hendrickson 5. Andre Ferguson 6. George Brown   | 40         |
| 2017 | Jeremy Buendia       | Andre Ferguson      | Brandon Hendrickson | 4. Raymont Edmonds 5. Jeremy Potvin 6. Ryan Terry          | 35         |
| 2018 | Brandon Hendrickson  | Raymont Edmonds     | Ryan Terry          | 4. Jeremy Buendia 5. Andre Ferguson 6. Kyron Holden        | 31         |
| 2019 | Raymont Edmonds      | Andre Ferguson      | Kyron Holden        | 4. Brandon Hendrickson 5. Ryan Terry 6. Carlos de Oliveira | 24         |
| 2020 | Brandon Hendrickson  | Raymont Edmonds     | Kyron Holden        | 4. Jeremy Potvin 5. Andrei Marius Lincan 6. Andre Ferguson | 31         |
| 2021 | Brandon Hendrickson  | Erin Banks          | Diogo Montenegro    | 4. Kyron Holden 5. Raymont Edmonds 6. Carlos de Oliveira   | 33         |
| 2022 | Erin Banks           | Brandon Hendrickson | Diogo Montenegro    | 4. Charjo Grant 5. Edvan Palmeira 6. Kyron Holden          | 68         |
| 2023 | Ryan Terry           | Brandon Hendrickson | Erin Banks          | 4. Emanuel Hunter 5. Diogo Montenegro 6. Corey Morris      | 46         |
| 2024 | Ryan Terry           | Ali Bilal           | Erin Banks          | 4. Emanuel Hunter 5. Edvan Palmeira 6. Corey Morris        | 58         |

### Anzahl der Siege
| Siege | Name                 | Jahr             |
| ----- | -------------------- | ---------------- |
| 4     | Jeremy Buendia       | 2014–2017        |
| 3     | Brandon Hendrickson  | 2018, 2020, 2021 |
| 2     | Ryan Terry           | 2023, 2024       |
| 1     | Mark Anthony Wingson | 2013             |
| 1     | Raymont Edmonds      | 2019             |
| 1     | Erin Banks           | 2022             |